# Elettrotreno MF 67
L'elettrotreno MF 67 (Metro Fer 1967) è un convoglio ferroviario in uso sulla metropolitana di Parigi (linee 3, 3 bis, 5, 9, 10 e 12).
In servizio da fine anni 1960, la sua totale alienazione avverrà verso il 2030; a partire dal 2023 incomincerà a essere sostituito dal MF 19.

## Una conversione costosa
La RATP, sin dalla sua istituzione, si era posta come obiettivo principale lo sviluppo della metropolitana su gomma, ritenuta più efficiente e sicura di quella convenzionale su ferro. La conversione delle linee 1 e 4 si era rivelata tuttavia lunga e molto costosa; contando che un eventuale processo di conversione totale della rete sarebbe durato almeno fino alla fine del XX secolo, con conseguente blocco dell'acquisto di nuovi treni su ferro e prolungamento della vita operativa degli storici convogli Sprague-Thomson potenzialmente fino a 80 anni, l'ente si ri-orientò ben presto all'acquisto di nuovi treni di tipo convenzionale.
Nel frattempo i progressi compiuti nello sviluppo di treni su ferro ad "aderenza totale" (cioè con tutti i carrelli motori) e l'adozione di tecnologie come il freno reostatico avevano notevolmente ridotto il gap di prestazioni fra treni su ferro e su gomma. Pertanto, nel giugno 1966, furono commissionati 40 treni da 5 vetture l'uno e 2 da 6 vetture; si aggiudicarono l'appalto Brissonneau et Lotz e CIMT. 22 di questi treni entrarono in servizio sulla linea 3 e 20 sulla 9 tra il 1968 e il 1971.

## MF 67
I treni MF 67 sono stati prodotti tra il 1967 e il 1976 in più sottotipi:

### Primi sottotipi
- MF 67 A: 40 convogli ad aderenza totale (composti da sole motrici) di cui 20 con carrelli monomotori - A1 - (vetture da M.10011 a M.10050, da N.11011 a N.11050, da NA.12011 a NA.12030) e 20 con carrelli bimotori destinati alla linea 9 - A2 - (vetture da M.10051 a M.10090, da N.11051 a N.11090, da NA.12031 a NA.12050).
- MF 67 B: 1 convoglio da 6 vetture; servì a testare alcune soluzioni, ma rimase allo stato di prototipo. I vagoni son noti come serie B1, comprendente le vetture M.10020, M.10024, M.10025 e M.10028, e serie B2 comprendente le vetture M.10054 e N.11054.
- MF 67 C: 68 convogli ad aderenza totale, di cui 22 con carrelli monomotori - C1 (vetture da M.10091 a M.10134, da N.11091 a N.11134, da NA.12051 a NA.12072) e 46 con carrelli bimotori - C2 (vetture da M.10135 a M.10227, da N.11135 a N.11227, da NA.12073 a NA.12118).
- MF 67 CX: 16 rimorchi per rinforzare il parco mezzi (vetture da N.11228 a N.11234, da NA.12120 a NA.12128), le vetture N.11234 e NA.12128 erano equipaggiate di porte simili a quelle del MF 77.
- MF 67 D: 363 rimorchi per assortire treni ad aderenza parziale. Comprende rimorchi S (con posto guida), A e B. Esclusi tre convogli, a novembre 2011 tutti i MF 67 tranne gli E e gli F, fanno parte del tipo D, cioè ad aderenza parziale (vetture da S.9011 a S.9166, da A.13011 a A.13072 e da B.14011 a B.14155).
- MF 67 E: 56 convogli con carrelli bimotori e freno a recupero di energia (1974-1975). Furono messi in servizio sulla linea 2 (48 treni) e la linea 7 bis (8 treni da 4 vetture, dopo il ritiro dei rimorchi B). Furono spostati sulla linea 10 dopo l'arrivo degli MF 88 insieme a 3 convogli della linea 2. Le vetture sono numerate da M.10301 a M.10412, da N.11301 a N.11356, da A.13301 a A.13356, da B.14301 a B.14356, di cui le motrici M.10413 e M.10414 venivano tenute accantonate come motrici di riserva.
- MF 67 F: 51 convogli a carrelli monomotori, sospensioni pneumatiche e sistema di recupero di energia. Apparsi sulle linee 7, 7 bis e 13 tra il 1974 e il 1976, gli MF 67 F circolano sulla linea 5 dalla metà degli anni '80. Le vetture sono numerate da M.10501 a M.10602, da N.11501 a N.11551, da A.13501 a A.13551, da B.14501 a B.14551. Le motrici M.10603 e M.10604 sono tenute accantonate come riserve.

Dal 2004, per gli MF 67 D della linea 3 è partita una campagna di ammodernamento: le carrozze sono state equipaggiate con nuovi apparati per dare annunci audiovisivi ai passeggeri e i frontali delle motrici sono stati ripellicolati in nero in luogo del bianco preesistente.

### Convogli speciali
Alcune vetture (di rado dei treni completi) presentano dettagli peculiari, essendo stati adoperati come mezzi sperimentali:
- 12001 o W1: Primissimo MF 67, detto W1, consegnato il 14 dicembre 1967.

Identico agli MF 67 A1 (ad aderenza totale), ma con un rimorchio supplementare - per prove di aderenza parziale - numerato B.14001.
- 12002: Secondo MF 67, detto W2 e soprannominato Zébulon, consegnato nel maggio 1968, ad aderenza totale.

Peculiarità del convoglio era la carrozzeria tutta in acciaio inox. Dopo alcuni test, fu smistato al centro di istruzione macchinisti - USFRT dove è rimasto sino ai primi del 2011, quando fu rottamato.
- 12003 o C2A: penultimo prototipo, detto C2A e soprannominato Bonbonnière, consegnato nel 1974.

In origine ad aderenza totale, ha poi subìto la de-motorizzazione di due motrici (oggi dette A.13073 e B.14159). Carrozzato in alluminio.
- 12004 o C1A: terzo prototipo, detto C1A, consegnato nel 1973, ad aderenza totale.

Simile al 12003, carrozzato in alluminio (come sarà fatto per MF 77 e MF 88) e ad aderenza totale. Ha concluso la sua carriera insieme al Zébulon.
- 12119 o CS, consegnato nel 1975 e ritirato a metà anni 1990. Due sue vetture non sono state distrutte: la N.11226 si trova a fort de la Briche, tra Saint-Denis e Épinay-sur-Seine, ove viene sfruttata per le esercitazioni dei pompieri di Parigi, mentre la motrice M.10226 è esposta a Noisiel (Seine-et-Marne).
- 13060: MF 67 D, usato prima per i test del progetto OURAGAN, poi per l'istruzione dei macchinisti, rottamato nel 2011.
- 13072: MF 67 D, usato per l'istruzione dei conduttori, ha al traino la carrozza B.14002 del Zébulon.

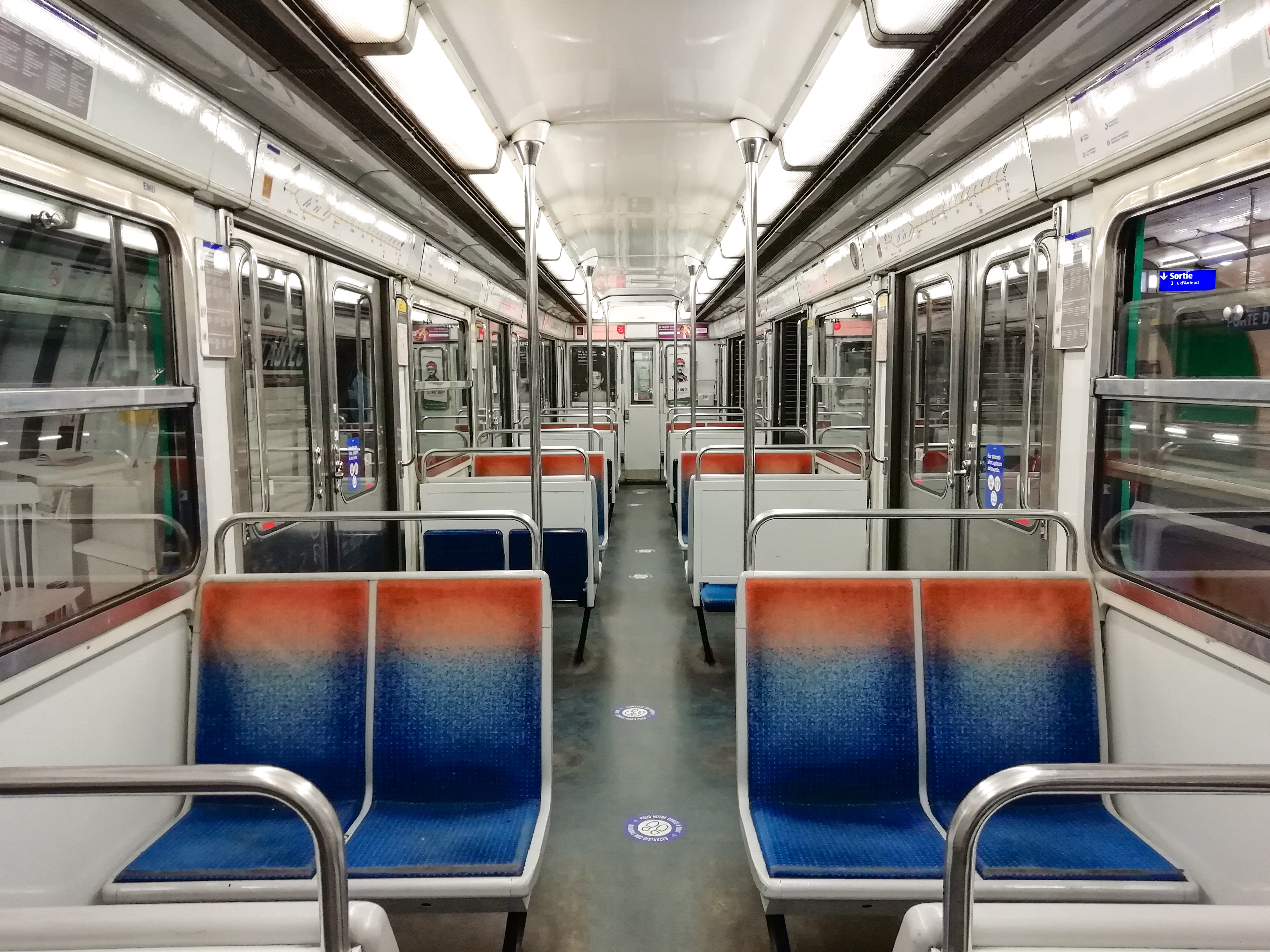
Treno rinnovato (linea 10)

- 13306: MF 67 E, priva del logo RATP su avantreno e retrotreno, è accantonata in deposito.
- 13311, 13314, 13320, 13340, 13341 e 13349: MF 67. È in servizio al centro di istruzione macchinisti USFRT, dopo aver operato per anni sulla linea 2.
- S.9167: ex M.10310, circolava sulla linea 2. Prima della reimmatricolazione, il vagone M.10310 è stato usato per dei test. Incorporato al treno 12128 della linea 9, circola oggi sulla linea 12, assortito al treno 12094. La M.10414 - fino ad allora di riserva - ha soppiantato il M.10310 sulla 13305.
- M.10397: motrice tipo MF 67 E impiegata nel convoglio 13349 della linea 2; rottamata e sostituita dal M.10413.
- N.11159: dotata di ventilazione refrigerata e con un tetto di aspetto diverso; ritirata nel 2010 circa.
- N.11234 e NA.12128: con porte modificate simili al MF 77; ritirate nel 1999.
- N.11227: dotata di una presa di corrente Alstom, poi rimossa.
- da N.11131 a 11134: convertite in vetture NA, con nuova numerazione da 12129 a 12132.
- A.13061, 13067 e13069: convertite in vetture B e numerate da 14156 a 14158.
- A.13073 e B.14159: facenti parte del prototipo C2A - ad aderenza totale - sono state demotorizzate: la ex NA 12003 è divenuta A.13073 e la N 11005 è divenuta B.14159. Le vetture circolano sulla linea 3.
- M.10338 - B.14326 - N.11302 - M.10320: vetture ricavate dai convogli 13319G, 13326, 13302 e 13310; tale treno è detto «Convoi d'Auteuil» e fa da mezzo di servizio in luogo dei vecchi trattori T 241 et T 243.
- B.14311: prototipo ex convoglio 13311 della linea 2, dotato di ventilazione refrigerata. Ritirato, è stato soppiantato dal B.14340 (ex convoglio 13340).

### Parco mezzi MF 67
Per ogni MF 67 esistono diversi tipi di formazione:
- Formazione I: M-B-NA-B-M (43 treni, linea 3) ;
- Formazione II: M-N-A-B-M (108 treni sulle linee 3, 5, 9 e10) ;
- Formazione III: S-N-NA-N-S (77 treni sulle linee 9, 10 e 12) ;
- Formazione IV: M-N-NA-N-M (un solo treno ad aderenza totale, linea 3) ;
- Formazione V: M-N-A-M (10 treni ritirati nel 1994, linea 7 bis) ;
- Formazione VI: M-B-M (6 treni, linea 3 bis) ;
- Formazione X: S-N-N-N-S (un solo treno, linea 10).

La numerazione delle vetture è la seguente:
- A.13000: 170 rimorchi centrali (da A.13011 a A.13073, da A.13301 a A.13356, da A.13501 a A.13551) ;
- B.14000: 256 rimorchi semplici (da B.14011 a B.14159, da B.14301 a B.14356, da B.14501 a B.14551) ;
- M.10000: 446 motrici con posto guida (da M.10001 a M.10228, da M.10301 a M.10414, da M.10501 a M.10604) ;
- N.11000: 341 motrici senza posto guida (da N.11001 a N.11234, da N.11301 a N.11356, da N.11501 a N.11551) ;
- NA.12000: 123 motrici centrali (da NA.12001 a NA.12005, da NA.12011 a NA.12128) ;
- S.9000: 157 rimorchi semipilota (da S.9011 a S.9167).

Vi sono casi particolari:
- M.10310 è stata demotorizzata, divenendo S.9167;
- NA.12003 e N.11005 sono diventate A.13073 e B.14159;
- A.13061, A.13067 e A.13069 sono diventate da B.14156 a B.14158;
- da N.11131 a N.11134 sono divenute da NA.12129 a NA.12132 nel 1974.

Certi vagoni di tipo B ed S sono dotati di impianto per la lubrificazione delle rotaie e pertanto contemplano nella matricola la lettera G (a indicare «graisseuse»).

#### MF 67 D
Vi sono diverse varianti del MF 67 D, ciascuna con caratteristiche peculiari stilistiche e meccaniche.
I treni della linea 3 sono stati rinnovati tra il 2004-2007. Sebbene siano le più vetuste, potranno circolare almeno fino al 2020. Si riconoscono per l'interno dotato di sedili montati in senso longitudinale. I treni 043, 3 068 e 073 non hanno subìto il restyling, e pertanto presentano tuttora sedili in cuoio e interni verniciati in color giallo paglierino.
I treni delle linee 3bis e 9 sono stati altresì rinnovati tra il 1994 e il 1999 e si riconoscono per il muso dipinto di nero, come per la linea 3. I treni della linea 3bis sono gli unici a circolare a tre vetture e senza strapuntini all'interno (causa la bassa frequentazione). Il treno 2 041 non è stato rinnovato.
I treni delle linee 10 e 12 ont sono stati leggermente rimodernati tra il 2002 e il 2004. Tali treni dovrebbero essere ritirati, allorché la linea 9 riceverà i nuovi MF 01 e passerà i suoi precedenti treni alle suddette due linee. 
Ai primi del 2011, i treni in uso per l'istruzione dei conduttori iniziano a palesare la loro vetustà (ultraquarantenni e mai rinnovati), e vengono rimpiazzati con i MF 67 E rimossi dalla linea 2, più giovani e meglio tenuti. Financo il prototipo Zébulon in acciaio inox e il C1A in alluminio vengono distrutti.
Il treno 3060 (marcato 060), dopo una lunga carriera nell'istruzione dei macchinisti, dal 2006 al 2011 è stato usato nei test per il nuovo sistema di automatizzazione OURAGAN a Porte de Charenton con una livrea specifica, così come il treno 072. Entrambi i treni sono stati rottamati nell'estate 2011.
Sulla linea 9, coabitano due formazioni diverse del MF 67 (II e III), pertanto le marche dei treni sono 3 XXX oppure 2 XXX. Per un curioso errore non è mai esistito il treno 3 070.
| Numero | Composizione                             | Stato     | Linea di competenza |
| ------ | ---------------------------------------- | --------- | ------------------- |
| 001    | M.10002-B.14156-NA.12001-B.14153-M.10001 | Operativo | 3                   |
| 002    | M.10004-N.11004-NA.12002-N.11003-M.10003 | Ritirato  |                     |
| 004    | M.10008-N.11008-NA.12004-N.11007-M.10007 | Ritirato  |                     |
| 005    | M.10010-N.11010-NA.12005-N.11009-M.10009 | Ritirato  |                     |
| 011    | M.10012-B.14108-NA.12011-B.14111-M.10011 | Operativo | 3                   |
| 012    | M.10014-B.14120-NA.12012-B.14115-M.10013 | Operativo | 3                   |
| 013    | M.10016-B.14103-NA.12013-B.14107-M.10015 | Operativo | 3                   |
| 014    | M.10018-B.14060-NA.12014-B.14031-M.10017 | Operativo | 3                   |
| 015    | M.10020-B.14118-NA.12015-B.14117-M.10019 | Operativo | 3                   |
| 016    | M.10022-B.14014-NA.12016-B.14013-M.10021 | Operativo | 3                   |
| 017    | M.10024-B.14012-NA.12017-B.14011-M.10023 | Operativo | 3                   |
| 018    | M.10026-B.14112-NA.12018-B.14113-M.10025 | Operativo | 3                   |
| 019    | M.10028-B.14030-NA.12019-B.14045-M.10027 | Operativo | 3                   |
| 020    | M.10030-B.14110-NA.12020-B.14109-M.10029 | Operativo | 3                   |
| 021G   | M.10032-B.14034-NA.12021-B.14047-M.10031 | Operativo | 3                   |
| 022G   | M.10034-B.14054-NA.12022-B.14059-M.10033 | Operativo | 3                   |
| 023G   | M.10036-B.14048-NA.12023-B.14021-M.10035 | Operativo | 3                   |
| 024G   | M.10038-B.14020-NA.12024-B.14049-M.10037 | Operativo | 3                   |
| 025G   | M.10040-B.14051-NA.12025-B.14114-M.10103 | Operativo | 3                   |
| 026G   | M.10042-B.14050-NA.12026-B.14037-M.10041 | Operativo | 3                   |
| 027    | M.10044-B.14157-NA.12027-B.14026-M.10043 | Operativo | 3                   |
| 028    | M.10046-B.14128-NA.12028-B.14127-M.10045 | Operativo | 3                   |
| 029    | M.10048-B.14038-NA.12029-B.14039-M.10047 | Operativo | 3                   |
| 030    | M.10050-B.14042-NA.12030-B.14043-M.10049 | Operativo | 3                   |
| 031    | S.9100-N.11027-NA.12031-N.11020-S.9057   | Operativo | 12                  |
| 032G   | S.9061-N.11092-NA.12032-N.11037-S.9095   | Operativo | 12                  |
| 033G   | S.9068-N.11143-NA.12033-N.11067-S.9113   | Operativo | 10                  |
| 034    | S.9020-N.11112-NA.12034-N.11115-S.9021   | Operativo | 12                  |
| 035    | S.9119-N.11029-NA.12035-N.11025-S.9112   | Operativo | 12                  |
| 036    | S.9118-N.11122-NA.12036-N.11111-S.9108   | Operativo | 12                  |
| 2 037  | S.9150-N.11174-NA.12037-N.11153-S.9149   | Operativo | 9                   |
| 038    | S.9145-N.11013-NA.12038-N.11015-S.9077   | Operativo | 12                  |
| 039G   | S.9053-N.11089-NA.12039-N.11183-S.9029   | Operativo | 10                  |
| 2 040  | S.9103-N.11079-NA.12040-N.11145-S.9076   | Operativo | 9                   |
| 2 041  | S.9114-N.11088-NA.12041-N.11082-S.9124   | Operativo | 9                   |
| 042    | S.9051-N.11018-NA.12042-N.11127-S.9121   | Operativo | 12                  |
| 043    | M.10220-N.11214-NA.12043-N.11210-M.10219 | Ritirato  |                     |
| 044    | S.9120-N.11091-NA.12044-N.11030-S.9140   | Operativo | 12                  |
| 045    | S.9043-N.11063-NA.12045-N.11216-S.9142   | Operativo | 12                  |
| 046    | S.9148-N.11137-NA.12046-N.11141-S.9092   | Operativo | 12                  |
| G047   | S.9063-N.11069-NA.12047-N.11075-S.9152   | Operativo | 12                  |
| 048    | S.9075-N.11163-NA.12048-N.11171-S.9154   | Operativo | 10                  |
| 049    | S.9035-N.11023-NA.12049-N.11031-S.9109   | Operativo | 12                  |
| 050G   | S.9091-N.11224-NA.12050-N.11222-S.9070   | Operativo | 10                  |
| 051    | M.10092-B.14044-NA.12051-B.14017-M.10091 | Operativo | 3                   |
| 052    | M.10094-B.14136-NA.12052-B.14135-M.10093 | Operativo | 3                   |
| 053    | M.10096-B.14032-NA.12053-B.14155-M.10095 | Operativo | 3                   |
| 054    | M.10098-B.14061-NA.12054-B.14139-M.10097 | Operativo | 3                   |
| 055    | M.10100-B.14106-NA.12055-B.14105-M.10099 | Operativo | 3                   |
| 056    | M.10102-B.14143-NA.12056-B.14144-M.10101 | Operativo | 3                   |
| 057    | M.10104-B.14036-NA.12057-B.14140-M.10039 | Operativo | 3                   |
| 058    | M.10106-B.14062-NA.12058-B.14063-M.10105 | Operativo | 3                   |
| 059    | M.10108-B.14152-NA.12059-B.14151-M.10107 | Operativo | 3                   |
| 060    | M.10110-B.14070-NA.12060-B.14071-M.10109 | Operativo | 3                   |
| 061    | M.10112-B.14082-NA.12061-B.14083-M.10111 | Operativo | 3                   |
| 062    | M.10114-B.14074-NA.12062-B.14075-M.10113 | Operativo | 3                   |
| 063    | M.10116-B.14078-NA.12063-B.14077-M.10115 | Operativo | 3                   |
| 064    | M.10118-B.14154-NA.12064-B.14035-M.10117 | Operativo | 3                   |
| 065    | M.10120-B.14086-NA.12065-B.14087-M.10119 | Operativo | 3                   |
| 066    | M.10122-B.14088-NA.12066-B.14089-M.10121 | Operativo | 3                   |
| 067    | M.10124-B.14096-NA.12067-B.14097-M.10123 | Operativo | 3                   |
| 068    | M.10126-B.14101-NA.12068-B.14102-M.10125 | Operativo | 3                   |
| 069    | M.10128-B.14098-NA.12069-B.14099-M.10127 | Operativo | 3                   |
| 070    | M.10130-B.14100-NA.12070-B.14104-M.10129 | Operativo | 3                   |
| 071    | M.10132-B.14146-NA.12071-B.14145-M.10131 | Operativo | 3                   |
| 072    | M.10134-B.14016-NA.12072-B.14015-M.10133 | Operativo | 3                   |
| 073    | S.9096-N.11028-NA.12073-N.11096-S.9094   | Operativo | 12                  |
| 074    | S.9056-N.11053-NA.12074-N.11055-S.9038   | Operativo | 12                  |
| 075    | S.9044-N.11046-NA.12075-N.11012-S.9162   | Operativo | 12                  |
| 076    | S.9012-N.11039-NA.12076-N.11044-S.9111   | Operativo | 12                  |
| 077    | S.9030-N.11201-NA.12077-N.11195-S.9156   | Operativo | 12                  |
| 078    | S.9115-N.11038-NA.12078-N.11017-S.9117   | Operativo | 12                  |
| 2 079  | S.9101-N.11173-NA.12079-N.11147-S.9073   | Operativo | 9                   |
| 2 080  | S.9146-N.11054-NA.12080-N.11165-S.9085   | Operativo | 9                   |
| 081    | S.9143-N.11019-NA.12081-N.11033-S.9144   | Operativo | 12                  |
| 082    | S.9110-N.11199-NA.12082-N.11059-S.9131   | Operativo | 10                  |
| 083G   | S.9036-N.11021-NA.12083-N.11042-S.9062   | Operativo | 12                  |
| 084    | S.9141-N.11181-NA.12084-N.11177-S.9102   | Operativo | 12                  |
| 085    | S.9050-N.11093-NA.12085-N.11123-S.9093   | Operativo | 12                  |
| 2 086  | S.9123-N.11203-NA.12086-N.11230-S.9157   | Operativo | 9                   |
| 2 087  | S.9147-N.11157-NA.12087-N.11161-S.9105   | Operativo | 9                   |
| 2 088  | S.9016-N.11220-NA.12088-N.11232-S.9015   | Operativo | 9                   |
| 089    | S.9122-N.11016-NA.12089-N.11041-S.9134   | Operativo | 12                  |
| 090    | S.9127-N.11022-NA.12090-N.11109-S.9128   | Operativo | 12                  |
| 2 091  | S.9116-N.11207-NA.12091-N.11209-S.9086   | Operativo | 9                   |
| 092    | S.9158-N.11175-NA.12092-N.11187-S.9017   | Operativo | 10                  |
| 093    | S.9106-N.11129-NA.12093-N.11124-S.9055   | Operativo | 12                  |
| 094    | S.9082-N.11106-NA.12094-N.11128-S.9167   | Operativo | 12                  |
| 095    | S.9025-N.11101-NA.12095-N.11103-S.9125   | Operativo | 12                  |
| 096    | S.9166-N.11211-NA.12096-N.11139-S.9087   | Operativo | 10                  |
| 097    | S.9031-N.11100-NA.12097-N.11095-S.9037   | Operativo | 12                  |
| 098G   | S.9066-N.11034-NA.12098-N.11114-S.9032   | Operativo | 12                  |
| 099    | S.9160-N.11040-NA.12099-N.11118-S.9026   | Operativo | 12                  |
| 100    | S.9049-N.11043-NA.12100-N.11117-S.9133   | Operativo | 12                  |
| 101    | S.9039-N.11087-NA.12101-N.11193-S.9022   | Operativo | 10                  |
| 102    | S.9013-N.11102-NA.12102-N.11104-S.9052   | Operativo | 10                  |
| 103    | S.9023-N.11113-NA.12103-N.11048-S.9080   | Operativo | 12                  |
| 2 104  | S.9083-N.11149-NA.12104-N.11151-S.9107   | Operativo | 9                   |
| 105    | S.9049-N.11043-NA.12100-N.11117-S.9133   | Operativo | 12                  |
| 106G   | S.9138-N.11032-NA.12105-N.11026-S.9163   | Operativo | 12                  |
| 2 107  | S.9129-N.11167-NA.12107-N.11189-S.9046   | Operativo | 9                   |
| 2 108  | S.9132-N.11217-NA.12108-N.11219-S.9151   | Operativo | 9                   |
| 109G   | S.9089-N.11208-NA.12109-N.11227-S.9090   | Operativo | 10                  |
| 2 110  | S.9060-N.11205-NA.12110-N.11233-S.9059   | Operativo | 9                   |
| 2 111  | S.9136-N.11169-NA.12111-N.11179-S.9042   | Operativo | 9                   |
| 112    | S.9024-N.11185-NA.12112-N.11135-S.9058   | Operativo | 10                  |
| 113G   | S.9164-N.11191-NA.12113-N.11215-S.9165   | Operativo | 10                  |
| 114    | S.9019-N.11065-NA.12114-N.11231-S.9018   | Operativo | 10                  |
| 115    | S.9078-N.11061-NA.12115-N.11073-S.9071   | Operativo | 10                  |
| 116G   | S.9014-N.11001-NA.12116-N.11116-S.9067   | Operativo | 12                  |
| 117G   | S.9064-N.11002-NA.12117-N.11125-S.9161   | Operativo | 12                  |
| 118    | S.9047-N.11120-NA.12118-N.11098-S.9048   | Operativo | 12                  |
| 119    | M.10226-N.11226-NA.12119-N.11225-M.10225 | Ritirato  |                     |
| 120G   | S.9065-N.11105-NA.12120-N.11099-S.9137   | Operativo | 12                  |
| 121    | S.9028-N.11047-NA.12121-N.11130-S.9153   | Operativo | 12                  |
| 122    | S.9081-N.11057-NA.12122-N.11077-S.9155   | Operativo | 12                  |
| 123    | S.9027-N.11045-NA.12123-N.11036-S.9139   | Operativo | 12                  |
| 124    | S.9088-N.11083-NA.12124-N.11085-S.9072   | Operativo | 10                  |
| 125    | S.9033-N.11071-NA.12125-N.11223-S.9034   | Operativo | 10                  |
| 2 126  | S.9045-N.11086-NA.12126-N.11229-S.9054   | Operativo | 9                   |
| 127    | S.9084-N.11094-NA.12127-N.11011-S.9104   | Operativo | 12                  |
| 2 128  | N.11159-NA.12128-N.11234                 | Ritirato  |                     |
| 129    | S.9135-N.11035-NA.12129-N.11049-S.9040   | Operativo | 3                   |
| 130    | S.9097-N.11024-NA.12130-N.11050-S.9079   | Operativo | 3                   |
| 131    | S.9159-N.11107-NA.12131-N.11126-S.9130   | Operativo | 3                   |
| 132    | S.9011-N.11108-NA.12132-N.11097-S.9126   | Operativo | 3                   |
| 212    | S.9074-N.11213-N.11212-N.11228-S.9041    | Operativo | 10                  |
| 3 011  | M.10052-N.11052-A.13011-B.14018-M.10051  | Operativo | 9                   |
| 3 012  | M.10053-N.11155-A.13012-B.14033-M.10083  | Operativo | 9                   |
| 3 013  | M.10088-N.11081-A.13013-B.14019-M.10087  | Operativo | 9                   |
| 3 014  | M.10064-N.11058-A.13014-B.14024-M.10070  | Operativo | 9                   |
| 3 015  | M.10067-N.11060-A.13015-B.14022-M.10068  | Operativo | 9                   |
| 3 016G | M.10061-N.11062-A.13016-B.14094-M.10062  | Operativo | 9                   |
| 3 017  | M.11058-N.10064-A.13017-B.14124-M.10063  | Operativo | 9                   |
| 3 018  | M.10066-N.11066-A.13018-B.14025-M.10065  | Operativo | 9                   |
| 3 019  | M.10059-N.11068-A.13019- B.14137-M.10060 | Operativo | 9                   |
| 3 020G | M.10072-N.11070-A.13020- B.14056-M.10069 | Operativo | 9                   |
| 3 021G | M.10064-N.11072-A.13021-B.14067-M.10071  | Operativo | 9                   |
| 3 022G | M.10074-N.11074-A.13022-B.14066-M.10073  | Operativo | 9                   |
| 3 023  | M.10191-N.11192-A.13023-B.14116-M.10192  | Operativo | 9                   |
| 3 024G | M.10078-N.11078-A.13024-B.14069-M.10077  | Operativo | 9                   |
| 3 025  | M.10080-N.11080-A.13025-B.14073-M.10079  | Operativo | 9                   |
| 3 026  | M.10081-N.11051-A.13026-B.14072-M.10082  | Operativo | 9                   |
| 3 027G | M.10086-N.11221-A.13027-B.14068-M.10085  | Operativo | 9                   |
| 3 028  | M.10075-N.11084-A.13028-B.14119-M.10057  | Operativo | 9                   |
| 3 029  | M.10170-N.11056-A.13029-B.14057-M.10169  | Operativo | 9                   |
| 3 030  | M.10090-N.11090-A.13030-B.14125-M.10089  | Operativo | 9                   |
| 3 031  | M.10136-N.11136-A.13031-B.14126-M.10135  | Operativo | 9                   |
| 3 032  | M.10138-N.11138-A.13032-B.14129-M.10137  | Operativo | 9                   |
| 3 033  | M.10140-N.11140-A.13033-B.14058-M.10139  | Operativo | 9                   |
| 3 034  | M.10142-N.11142-A.13034-B.14131-M.10141  | Operativo | 9                   |
| 3 035  | M.10144-N.11144-A.13035-B.14132-M.10143  | Operativo | 9                   |
| 3 036  | M.10164-N.11164-A.13036-B.14040-M.10187  | Operativo | 9                   |
| 3 037  | M.10148-N.11148-A.13037-B.14041-M.10147  | Operativo | 9                   |
| 3 038  | M.10150-N.11150-A.13038-B.14122-M.10149  | Operativo | 9                   |
| 3 039  | M.10152-N.11166-A.13039-B.14134-M.10151  | Operativo | 9                   |
| 3 040  | M.10154-N.11154-A.13040-B.14150-M.10153  | Operativo | 9                   |
| 3 041  | M.10156-N.11156-A.13041-B.14149-M.10155  | Operativo | 9                   |
| 3 042  | M.10158-N.11158-A.13042-B.14029-M.10157  | Operativo | 9                   |
| 3 043  | M.10160-N.11160-A.13043-B.14076-M.10159  | Operativo | 9                   |
| 3 044  | M.10162-N.11162-A.13044-B.14138-M.10161  | Operativo | 9                   |
| 3 045  | M.10146-N.11146-A.13045-B.14084-M.10145  | Operativo | 9                   |
| 3 046  | M.10168-N.11168-A.13046-B.14141-M.10167  | Operativo | 9                   |
| 3 047  | M.10166-N.11152-A.13047-B.14147-M.10165  | Operativo | 9                   |
| 3 048  | M.10055-N.11170-A.13048-B.14123-M.10056  | Operativo | 9                   |
| 3 049  | M.10172-N.11172-A.13049-B.14027-M.10171  | Operativo | 9                   |
| 3 050  | M.10174-N.11197-A.13050-B.14095-M.10173  | Operativo | 9                   |
| 3 051  | M.10202-N.11190-A.13051-B.14130-M.10175  | Operativo | 9                   |
| 3 052  | M.10178-N.11178-A.13052-B.14077-M.10177  | Operativo | 9                   |
| 3 053  | M.10180-N.11180-A.13053-B.14129-M.10179  | Operativo | 9                   |
| 3 054  | M.10182-N.11182-A.13054-B.14121-M.10181  | Operativo | 9                   |
| 3 055  | M.10199-N.11184-A.13055-B.14085-M.10183  | Operativo | 9                   |
| 3 056G | M.10186-N.11186-A.13056-B.14055-M.10185  | Operativo | 9                   |
| 3 057G | M.10163-N.11188-A.13057-B.14052-M.10188  | Operativo | 9                   |
| 3 058G | M.10189-N.11176-A.13058-B.14065-M.10176  | Operativo | 9                   |
| 3 059G | M.10084-N.11076-A.13059-B.14053-M.10076  | Operativo | 9                   |
| 3 060  | M.10194-N.11194-A.13060-B.14001-M.10193  | Ritirato  |                     |
| 3 062  | M.10198-N.11198-A.13062-B.14028-M.10197  | Operativo | 9                   |
| 3 063G | M.10184-N.11200-A.13063-B.14064-M.10200  | Operativo | 9                   |
| 3 064  | M.10190-N.11202-A.13064-B.14080-M.10201  | Operativo | 9                   |
| 3 065  | M.10204-N.11204-A.13065-B.14081-M.10224  | Operativo | 9                   |
| 3 066  | M.10206-N.11206-A.13066-B.14090-M.10205  | Operativo | 9                   |
| 3 068  | M.10222-N.11121-A.13068-B.14158-M.10223  | Ritirato  |                     |
| 3 070  | M.10203-N.11014-A.13070-B.14133-M.10228  | Ritirato  |                     |
| 3 071  | M.10196-N.11196-A.13071-B.14148-M.10195  | Operativo | 9                   |
| 3 072  | M.10227-N.11218-A.13072-B.14002-M.10221  | Ritirato  |                     |
| 073    | M.10006-N.11006-A.13073-B.14159-M.10005  | Operativo | 12                  |
| 023    | M.10216-B.14023-M.10215                  | Operativo | 3bis                |
| 046G   | M.10212-B.14046-M.10211                  | Operativo | 3bis                |
| 091    | M.10210-B.14091-M.10209                  | Operativo | 3bis                |
| 092G   | M.10214-B.14092-M.10213                  | Operativo | 3bis                |
| 093G   | M.10218-B.14093-M.10217                  | Operativo | 3bis                |
| 142    | M.10208-B.14142-M.10207                  | Operativo | 3bis                |

#### MF 67 E
Gli ultimi MF 67 E non circolano che sulla linea 10 per il servizio passeggeri. Sei sono stati inviati al centro di istruzione dei conduttori, che ha permesso di ritirare i quattro MF 67 D ivi utilizzati. Diversi veicoli sono provenienti dalla linea 2, dove vengono sostituiti dai nuovi MF 01. Gli ultimi (numeri 346 e 347) sono arrivati a settembre 2008. La 317G sarà rimessa in linea dopo riallestimento.
Fino al 1994, 10 MF 67 E (307, 322, 323, 324, 328, 351, 352, 353, 355 e 356) hanno circolato sulla linea 7bis, per poi essere rimpiazzati dai MF 88. Tali treni sono poi passati alla linea 10, consentendo di rottamare gli ultimi MA 51 ancora presenti. Dal 2002 al 2004, i treni della linea 10 e la linea 12 sono stati riallestiti.
Invine, quattro vetture (tre motrici e un rimorchio) sono stati prelevati dai treni 302, 310, 319G e 326 per andare a comporre il convoi d'auteuil (M.10320-N.11302-B.14326-M.10338), adibito a servizio di movimento merci e logistica per lavori, pellicolato in una nuova livrea.
| Numero | Composizione                            | Stato     | Linea di competenza   |
| ------ | --------------------------------------- | --------- | --------------------- |
| 301    | M.10302-N.11301-A.13301-B.14301-M.10301 | Ritirato  |                       |
| 302    | M.10304—A.13302-B.14302-M.10303         | Ritirato  |                       |
| 303    | M.10306-N.11303-A.13303-B.14303-M.10305 | Ritirato  |                       |
| 304    | M.10308-N.11353-A.13304-B.14304-M.10307 | Ritirato  |                       |
| 305    | M.10414-N.11305-A.13305-B.14305-M.10309 | Ritirato  |                       |
| 306    | M.10312-N.11306-A.13306-B.14306-M.10311 | Ritirato  |                       |
| 307    | M.10314-N.11307-A.13307-B.14307-M.10313 | Ritirato  |                       |
| 308    | M.10316-N.11308-A.13308-B.14308-M.10315 | Ritirato  |                       |
| 309    | M.10318-N.11309-A.13309-B.14309-M.10317 | Ritirato  |                       |
| 310    | -N.11310-A.13310-B.14310-M.10319        | Ritirato  |                       |
| 311    | M.10322-N.11311-A.13311-B.14340-M.10321 | Operativo | Istruzione conduttori |
| 312    | M.10324-N.11312-A.13312-B.14312-M.10323 | Ritirato  |                       |
| 313    | M.10326-N.11313-A.13313-B.14313-M.10325 | Ritirato  |                       |
| 314G   | M.10328-N.11335-A.13314-B.14314-M.10327 | Operativo | Istruzione conduttori |
| 315G   | M.10330-N.11315-A.13315-B.14315-M.10329 | Ritirato  |                       |
| 316G   | M.10332-N.11316-A.13316-B.14316-M.10331 | Ritirato  |                       |
| 317G   | M.10334-N.11317-A.13317-B.14317-M.10333 | Operativo | 10                    |
| 318G   | M.10336-N.11318-A.13318-B.14318-M.10335 | Ritirato  |                       |
| 319G   | -N.11319-A.13319-B.14319-M.10337        | Ritirato  |                       |
| 320G   | M.10340-N.11320-A.13320-B.14320-M.10339 | Operativo | Istruzione conduttori |
| 321G   | M.10342-N.11321-A.13321-B.14321-M.10341 | Ritirato  |                       |
| 322    | M.10344-N.11322-A.13322-B.14322-M.10343 | Operativo | 10                    |
| 323G   | M.10346-N.11323-A.13323-B.14323-M.10345 | Operativo | 10                    |
| 324    | M.10348-N.11324-A.13324-B.14324-M.10347 | Operativo | 10                    |
| 325    | M.10350-N.11325-A.13325-B.14325-M.10349 | Ritirato  |                       |
| 326    | M.10352-N.11326-A.13326-M.10351         | Ritirato  |                       |
| 327    | M.10354-N.11327-A.13327-B.14327-M.10353 | Ritirato  |                       |
| 328    | M.10356-N.11328-A.13328-B.14328-M.10355 | Ritirato  |                       |
| 329    | M.10358-N.11329-A.13329-B.14329-M.10357 | Ritirato  |                       |
| 330    | M.10360-N.11330-A.13330-B.14330-M.10359 | Ritirato  |                       |
| 331    | M.10362-N.11331-A.13331-B.14331-M.10361 | Operativo | Istruzione conduttori |
| 332    | M.10364-N.11332-A.13332-B.14332-M.10363 | Ritirato  |                       |
| 333    | M.10366-N.11333-A.13333-B.14333-M.10365 | Ritirato  |                       |
| 334    | M.10368-N.11334-A.13334-B.14334-M.10367 | Operativo | 10                    |
| 335    | M.10370-N.11314-A.13335-B.14335-M.10369 | Ritirato  |                       |
| 336    | M.10372-N.11336-A.13336-B.14336-M.10371 | Ritirato  |                       |
| 337    | M.10374-N.11337-A.13337-B.14337-M.10373 | Operativo | 10                    |
| 338    | M.10376-N.11338-A.13338-B.14338-M.10375 | Ritirato  |                       |
| 339    | M.10378-N.11339-A.13339-B.14339-M.10377 | Ritirato  |                       |
| 340    | M.10380-N.11340-A.13340-B.14311-M.10379 | Ritirato  |                       |
| 341    | M.10382-N.11341-A.13341-B.14341-M.10381 | Operativo | Istruzione conduttori |
| 342    | M.10384-N.11342-A.13342-B.14342-M.10383 | Ritirato  |                       |
| 343    | M.10386-N.11347-A.13343-B.14343-M.10385 | Ritirato  |                       |
| 344    | M.10388-N.11344-A.13344-B.14344-M.10387 | Ritirato  |                       |
| 345    | M.10390-N.11345-A.13345-B.14345-M.10389 | Ritirato  |                       |
| 346    | M.10392-N.11346-A.13346-B.14346-M.10391 | Operativo | 10                    |
| 347    | M.10394-N.11343-A.13347-B.14347-M.10393 | Operativo | 10                    |
| 348    | M.10396-N.11348-A.13348-B.14348-M.10395 | Ritirato  |                       |
| 349    | M.10413-N.11349-A.13349-B.14349-M.10398 | Operativo | Istruzione conduttori |
| 350    | M.10400-N.11350-A.13350-B.14350-M.10399 | Ritirato  |                       |
| 351    | M.10402-N.11351-A.13351-B.14351-M.10401 | Operativo | 10                    |
| 352    | M.10404-N.11352-A.13352-B.14352-M.10403 | Operativo | 10                    |
| 353G   | M.10406-N.11304-A.13353-B.14353-M.10405 | Operativo | 10                    |
| 354    | M.10408-N.11354-A.13354-B.14354-M.10407 | Operativo | 10                    |
| 355    | M.10410-N.11355-A.13355-B.14355-M.10409 | Operativo | 10                    |
| 356    | M.10412-N.11356-A.13356-B.14356-M.10411 | Operativo | 10                    |

#### MF 67 F
La rimozione di questi treni è partita con l'alienazione dei treni 532 e 535 in giugno 2011, in seguito alla consegna dei nuovi MF 01, che equipaggiano la linea 5. Alcune vetture di treni rimossi dal servizio sono state smistate su altri convogli.
Il treno 510G è stato rimosso a maggio 2009 in seguito ad un incidente al deposito di Bobigny. Solo le vetture M.10520 (motrice di riserva) e N.11510 (ferma in deposito) sono state salvate.
A novembre 2013 tutti i treni risultavano rimossi dalla circolazione, tranne due, destinati a servizi occasionali, volti soprattutto alla lubrificazione dei binari.
| Numero | Composizione                            | Stato     | Linea di competenza   |
| ------ | --------------------------------------- | --------- | --------------------- |
| 501    | M.10502-N.11502-A.13501-B.14501-M.10501 | Ritirato  |                       |
| 502G   | M.10504-N.11501-A.13502-B.14502-M.10503 | Ritirato  |                       |
| 503    | M.10506-N.11503-A.13503-B.14503-M.10505 | Ritirato  |                       |
| 504G   | M.10508-N.11504-A.13504-B.14515-M.10507 | Ritirato  |                       |
| 505G   | M.10564-N.11532-A.13505-B.14505-M.10563 | Ritirato  |                       |
| 506    | M.10512-N.11506-A.13506-B.14506-M.10511 | Ritirato  |                       |
| 507    | M.10514-N.11507-A.13507-B.14507-M.10513 | Ritirato  |                       |
| 508    | M.10516-N.11523-A.13508-B.14508-M.10515 | Ritirato  |                       |
| 509    | M.10518-N.11509-A.13509-B.14509-M.10517 | Ritirato  |                       |
| 510G   | M.10520-N.11510-A.13510-B.14510-M.10519 | Ritirato  |                       |
| 511G   | M.10522-N.11511-A.13511-B.14511-M.10521 | Operativo | Lubrificazione binari |
| 512G   | M.10524-N.11512-A.13512-B.14512-M.10523 | Ritirato  |                       |
| 513G   | M.10526-N.11513-A.13513-B.14513-M.10525 | Operativo | Lubrificazione binari |
| 514G   | M.10528-N.11514-A.13514-B.14514-M.10527 | Ritirato  |                       |
| 515G   | M.10603-N.11515-A.13515-B.14504-M.10529 | Ritirato  |                       |
| 516G   | M.10532-N.11518-A.13516-B.14516-M.10531 | Ritirato  |                       |
| 517    | M.10534-N.11517-A.13517-B.14517-M.10533 | Ritirato  |                       |
| 518    | M.10536-N.11516-A.13518-B.14518-M.10535 | Ritirato  |                       |
| 519    | M.10538-N.11519-A.13519-B.14519-M.10537 | Ritirato  |                       |
| 520    | M.10540-N.11520-A.13520-B.14520-M.10546 | Ritirato  |                       |
| 521    | M.10542-N.11521-A.13521-B.14521-M.10541 | Ritirato  |                       |
| 522    | M.10544-N.11522-A.13522-B.14522-M.10551 | Ritirato  |                       |
| 523    | M.10539-N.11508-A.13523-B.14523-M.10545 | Ritirato  |                       |
| 524    | M.10548-N.11524-A.13524-B.14524-M.10547 | Ritirato  |                       |
| 525    | M.10550-N.11525-A.13525-B.14525-M.10549 | Ritirato  |                       |
| 526    | M.10552-N.11526-A.13526-B.14526-M.10543 | Ritirato  |                       |
| 527    | M.10554-N.11527-A.13527-B.14527-M.10553 | Ritirato  |                       |
| 528    | M.10556-N.11528-A.13528-B.14528-M.10555 | Ritirato  |                       |
| 529    | M.10558-N.11529-A.13529-B.14529-M.10557 | Ritirato  |                       |
| 530    | M.10560-N.11530-A.13530-B.14530-M.10559 | Ritirato  |                       |
| 531    | M.10562-N.11531-A.13531-B.14531-M.10561 | Ritirato  |                       |
| 532    | M.10510-N.11505-A.13532-B.14532-M.10509 | Ritirato  |                       |
| 533    | M.10566-N.11533-A.13533-B.14533-M.10565 | Ritirato  |                       |
| 534    | M.10568-N.11534-A.13534-B.14534-M.10567 | Ritirato  |                       |
| 535    | M.10570-N.11535-A.13535-B.14535-M.10569 | Ritirato  |                       |
| 536    | M.10572-N.11536-A.13536-B.14536-M.10571 | Ritirato  |                       |
| 537    | M.10574-N.11537-A.13537-B.14537-M.10573 | Ritirato  |                       |
| 538    | M.10576-N.11538-A.13538-B.14538-M.10575 | Ritirato  |                       |
| 539    | M.10578-N.11539-A.13539-B.14539-M.10577 | Ritirato  |                       |
| 540    | M.10580-N.11540-A.13540-B.14540-M.10579 | Ritirato  |                       |
| 541    | M.10588-N.11544-A.13541-B.14544-M.10587 | Ritirato  |                       |
| 542    | M.10584-N.11542-A.13542-B.14542-M.10583 | Ritirato  |                       |
| 543    | M.10586-N.11543-A.13543-B.14543-M.10585 | Ritirato  |                       |
| 544    | M.10582-N.11541-A.13544-B.14541-M.10581 | Ritirato  |                       |
| 545    | M.10590-N.11545-A.13545-B.14545-M.10589 | Ritirato  |                       |
| 546    | M.10592-N.11546-A.13546-B.14546-M.10591 | Ritirato  |                       |
| 547    | M.10594-N.11547-A.13547-B.14547-M.10593 | Ritirato  |                       |
| 548    | M.10596-N.11548-A.13548-B.14548-M.10595 | Ritirato  |                       |
| 549    | M.10598-N.11549-A.13549-B.14549-M.10597 | Ritirato  |                       |
| 550    | M.10600-N.11550-A.13550-B.14550-M.10599 | Ritirato  |                       |
| 551    | M.10602-N.11551-A.13551-B.14551-M.10601 | Ritirato  |                       |

## Particolarità di taluni convogli
- Nel 1982, un incidente interessò alcuni MF 67 F e D della linea 5. Al cantiere di prolungamento della linea 5 a Bobigny, nella zona della stazione Église de Pantin della linea 5, la galleria si allagò a causa delle piogge torrenziali. Nove treni MF 67 rimasero temporaneamente inutilizzabili. Alcuni Sprague-Thomson, che erano allora in fase di rimozione, furono rimessi in servizio frettolosamente. Tali MF 67 F presentano oggi una struttura in cattive condizioni, a somiglianza degli MF 67 D, che però dal 1993 non circolano più sulla linea 5.
- A somiglianza diretta del prototipo CIMT del MF 67 (MF 67 W1), una rimorchiata (la B.14001) fu equipaggiata negli anni 1970 di un interno propedeutico al futuro MF 77. La cassa era la medesima sia del CIMT che delle motrici A1 C1 monomotori, oltre che i medesimi carrelli Düwag, demotorizzati.

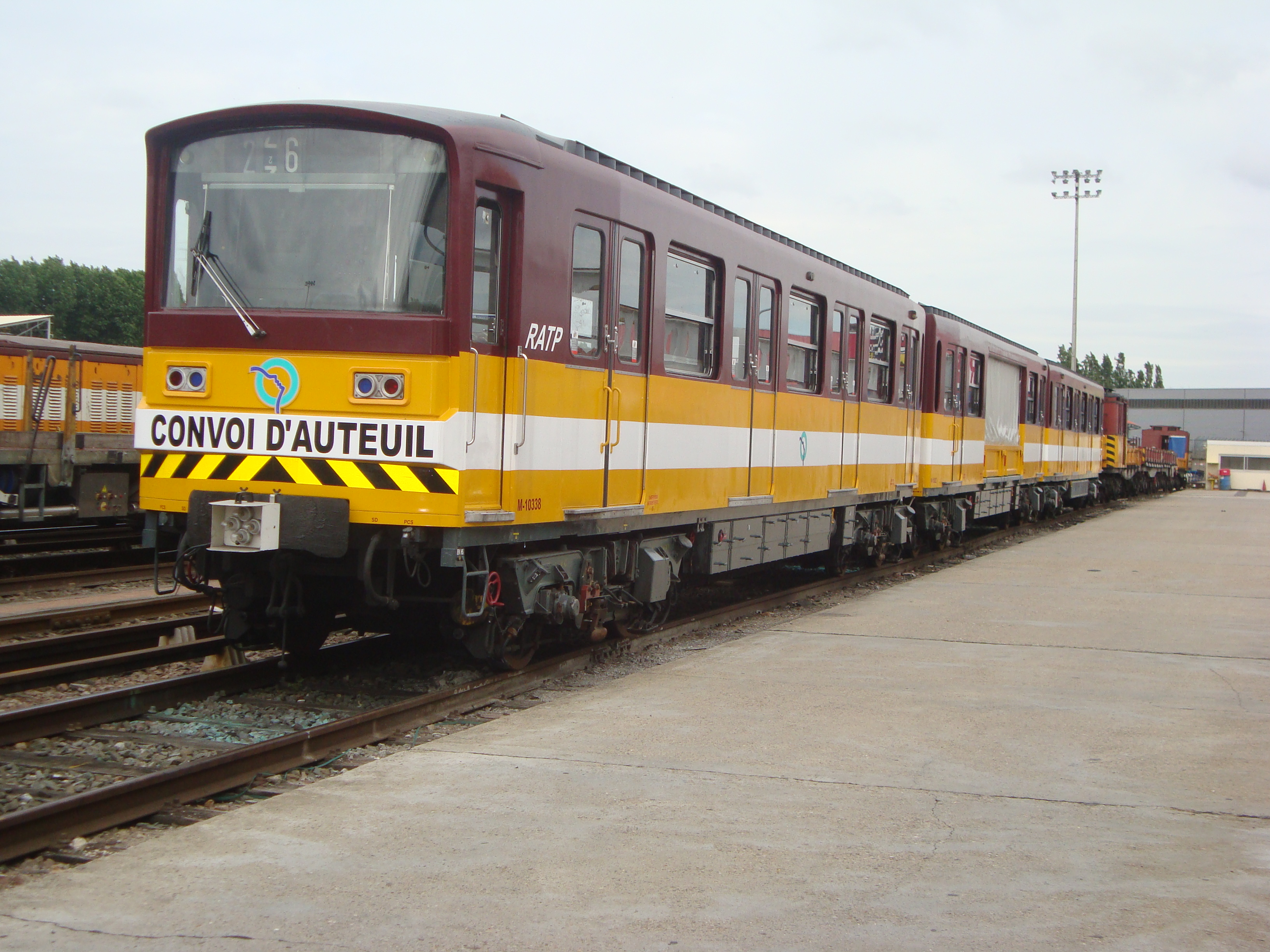
Il convoi d'Auteuil.

- Negli anni 1980, i carrelli ANF bimotori conobbero notevoli problemi di corrosione. Davanti a ciò, la RATP commissionò nuovi carrelli a Creusot-Loire e Alsthom: i CL121. Malgrado ciò alcune vetture mantennero i carrelli ANF d'origine (N.11088, NA.12034 e 35, delle linee 10 e 12).
- La RATP utilizza un treno speciale MF-67, detto Convoi d'Auteuil, a quattro carrozze, come treno di servizio per lavori e manutenzione.

## Caratteristiche tecniche
- Vetture costruite: 1483

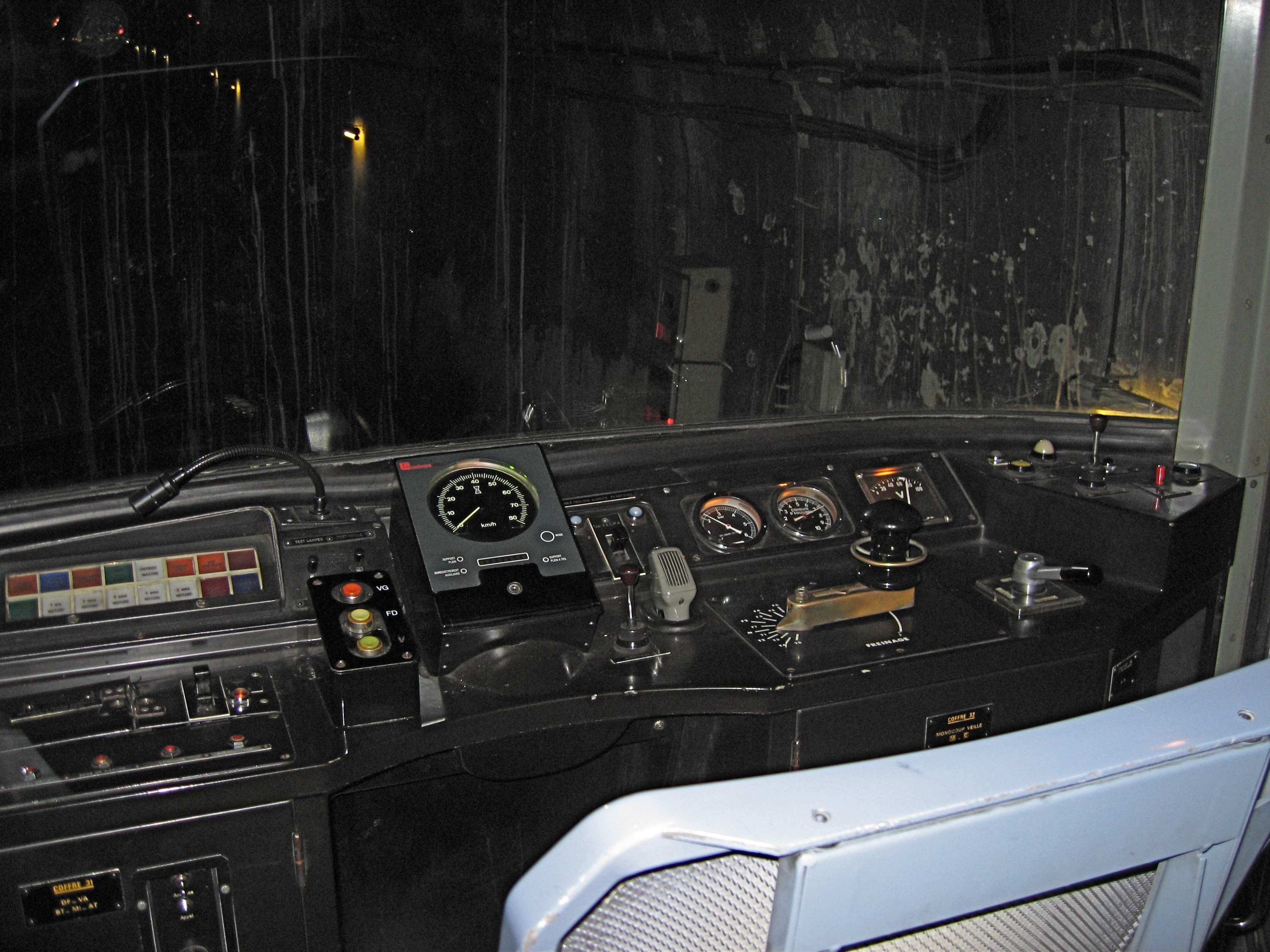
La cabina di guida di un MF 67

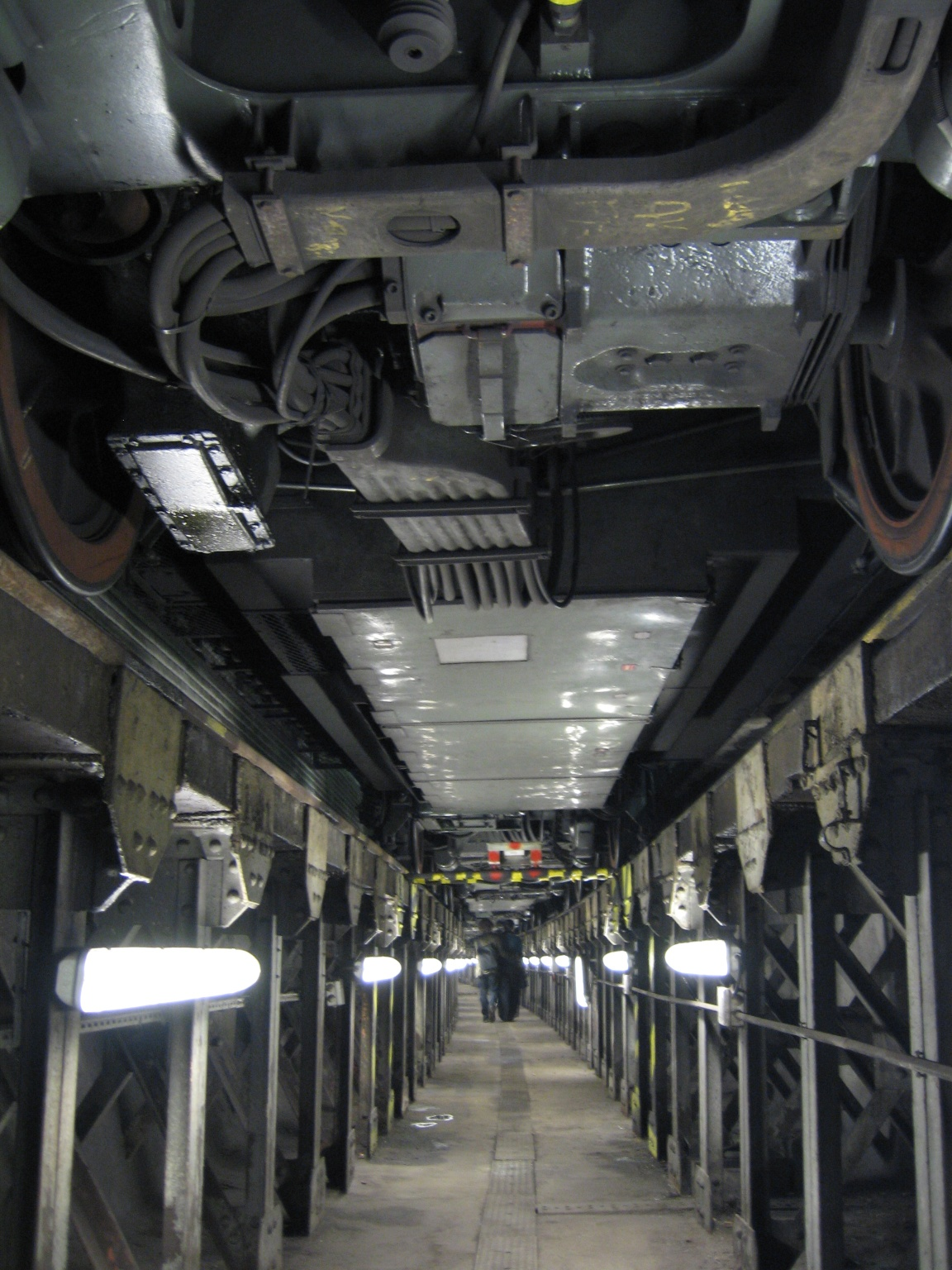
Un MF 67 in manutenzione: vista della parte inferiore

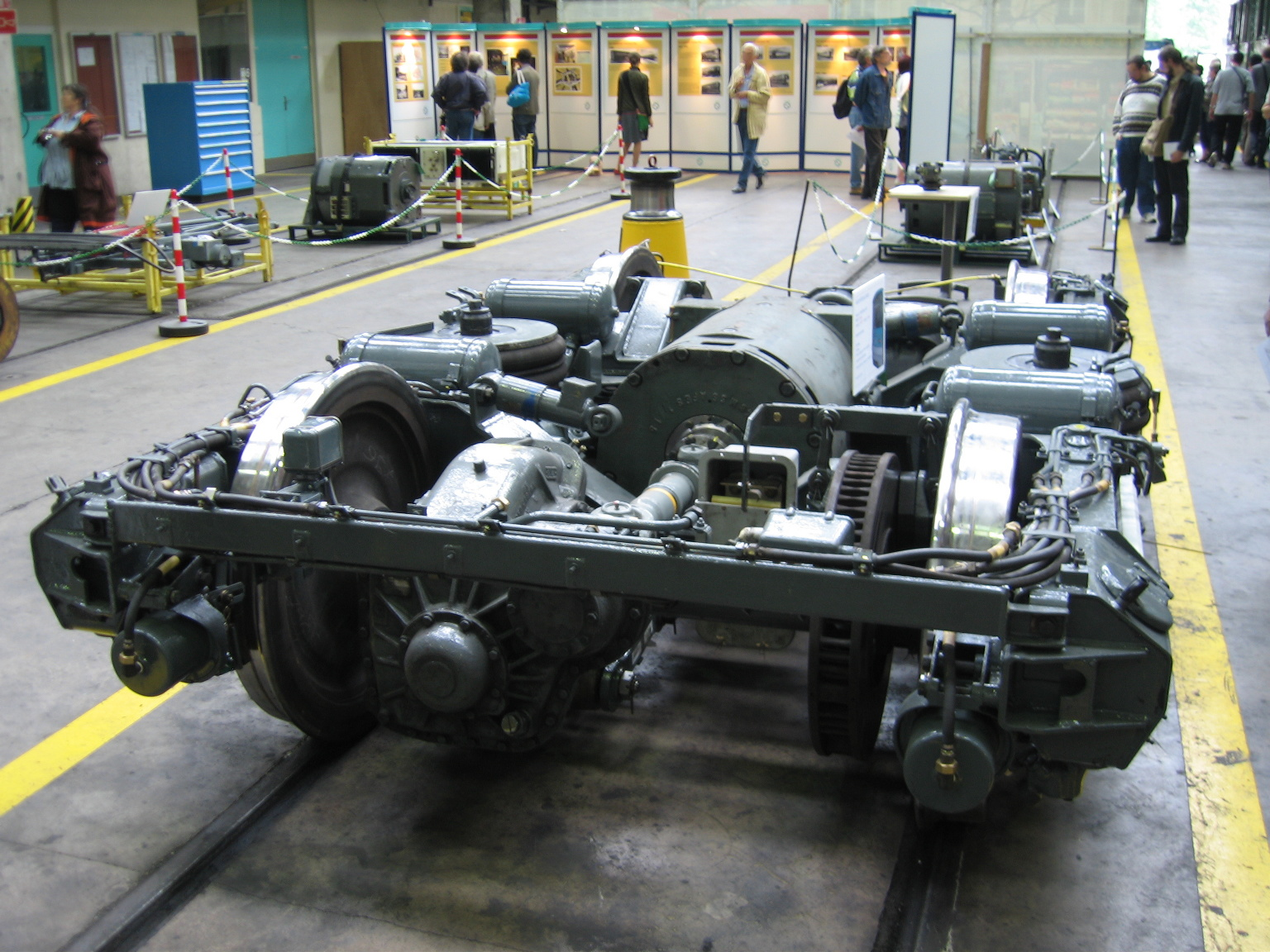
Carrello di un MF 67

- Configurazione (M: motrice con posto guida, N: motrice senza posto guida, NA: motrice centrale di prima classe, A: rimorchio centrale di prima classe, B: rimorchio senza posto guida, S: rimorchio semipilota) : 
  - 5 vetture(M + B + NA +B + M, M + N + A + B + M oppure S + N + NA +N + S),
  - 4 vetture (M +N +A + M) operativo sulla linea 7 bis prima dell'arrivo del MF 88,
  - 3 vetture (M +B + M) sulla linea 3 bis
- Lunghezza casse: 15,145 m (motrice di testa), 14,390 m (A, B, N o NA)
- Larghezza: 2,40 m
- Peso singola motrice a vuoto: 26,5 t
- Carrozzeria: acciaio, plastica, fibra di vetro
- Motorizzazione: 1 272 kW (12 motori autoventilati su carrelli bimotori) o 1 080 kW (motori ventilati su carrelli monomotori)
- Frenatura: freno reostatico + freno elettrico JHR sulle serie E e F
- Carrelli: bimotori con sospensione classica sulla serie E; monomotori con sospensione pneumatica sulla serie F
- Ventilazione interna meccanica
- Sul MF 67F: freno d'immobilizzazione in luogo del freno a mano
- Nel 1987, i MF 67 F ricevettero dei finestrini nuovi, simili a quelli del MF 77, per poter usufruire del lavaggio automatico.
- Velocità massima: 80 km/h
- Velocità massima in servizio: 70 km/h
- Porte: 8 per carrozza, 4 per lato, larghe 1300 mm
- Climatizzatore: assente
- Posti a sedere per carrozza: 24 (sedili e strapuntini)
- Capacità singola carrozza: 140 passeggeri